# Ordre de bataille unioniste de la bataille de Chantilly
Les unités et commandants de l'armée de l'Union ont combattu le 1er septembre 1862 lors de la bataille de Chantilly de la guerre de Sécession. L'ordre de bataille confédéré est indiqué séparément.

## Abréviations utilisées

### Grade militaire
- Major général
- Brigadier général
- Colonel
- Lieutenant colonel
- Commandant
- Capitaine
- Premier lieutenant

### Autre
- (b) = blessé
- mb = mortellement blessé
- † = tué
- (PDG) = capturé

## Armée de Virginie

### III corps,armée du Potomac
Major général Samuel P. Heintzelman
| Division                                                                            | Brigade                                             | Régiments et autres |
| ----------------------------------------------------------------------------------- | --------------------------------------------------- | --- |
| Première division Major général Philip Kearny (†) Brigadier général David B. Birney | Première brigade Brigadier général John C. Robinson | - 20th Indiana - 63rd Pennsylvania - 105th Pennsylvania(p68) |
| Première division Major général Philip Kearny (†) Brigadier général David B. Birney | Deuxième brigade Brigadier général David B. Birney  | - 3rd Maine ( Colonel Moses B. Lakeman) - 4th Maine ( Colonel Elijah Walker) - 1st New York - 38th New York ( Colonel J. H. H. Ward)(p2174) - 40th New York ( Colonel T. W. Egan)(p2215) - 101st New York - 57th Pennsylvania |
| Première division Major général Philip Kearny (†) Brigadier général David B. Birney | Troisième brigade Colonel Orlando M. Poe            | - 2nd Michigan - 3rd Michigan - 5th Michigan - 37th New York ( Colonel Samuel B. Hayman)(p2160) - 99th Pennsylvania |
| Première division Major général Philip Kearny (†) Brigadier général David B. Birney | Artillerie                                          | - 1st Rhode Island, batterie E - 1st United States, batterie K |

### IX corps, armée du Potomac
Major général Jesse L. Reno
| Division                                                                         | Brigade                                             | Regiments and Others |
| -------------------------------------------------------------------------------- | --------------------------------------------------- | --- |
| Première division Brigadier général Isaac Stevens (†) Colonel Benjamin C. Christ | Première brigade Colonel Benjamin C. Christ         | - 8th Michigan ( Lieutenant colonel Frank Graves)(p286),(p152) - 50th Pennsylvania(p152)                                                   |
| Première division Brigadier général Isaac Stevens (†) Colonel Benjamin C. Christ | Deuxième brigade Colonel Daniel Leasure             | - 46th New York (5 compagnies)(p152) - 100th Pennsylvania(p152)                                                                            |
| Première division Brigadier général Isaac Stevens (†) Colonel Benjamin C. Christ | Troisième brigade Lieutenant colonel David Morrison | - 28th Massachusetts(p152) - 79th New York(p152)                                                                                           |
| Deuxième division Major général Jesse L. Reno                                    | Première brigade Colonel James Nagle                | - 2nd Maryland - 48th Pennsylvania(p69-70) - 6th New Hampshire ( Colonel Simon G. Griffin) - 9th New Hampshire,                            |
| Deuxième division Major général Jesse L. Reno                                    | Deuxième brigade Colonel Edward Ferrero             | - 21st Massachusetts - 51st New York ( Colonel Edward Ferrero)(p2395),(p152) - 51st Pennsylvania ( Colonel John F. Hartranft)(p501),(p152) |